# Marie-Thérèse Patrat
Pour les articles homonymes, voir Patrat.
Marie-Thérèse Patrat, née le 8 février 1940 à Lyon (Rhône), est une femme politique française.

## Détail des fonctions et des mandats
Mandat parlementaire
- 21 juin 1981 - 1er avril 1986 : Députée de la 1re circonscription du Rhône